# Софіївська сільська рада (Близнюківський район)
Софіївська сільська́ ра́да — адміністративно-територіальна одиниця та орган місцевого самоврядування у Близнюківському районі Харківської області. Адміністративний центр — село Софіївка Перша.

## Загальні відомості
- Софіївська сільська рада утворена в 1924 році.
- Територія ради: 72,4 км²
- Населення ради: 990 осіб (станом на 2001 рік)
- Територією ради протікає річка Тернівка.

## Населені пункти
Сільській раді підпорядковані населені пункти:
- с. Софіївка Перша
- с. Зубове
- с. Мар'ївка
- с. Новомар'ївка
- с. Новоселівка
- с. Роздолівка
- с. Рудаєве

### Колишні населені пункти
- Виселок

## Склад ради
Рада складається з 12 депутатів та голови.
- Голова ради: Матвієнко Наталія Всеволодівна
- Секретар ради: Щербак Ольга Миколаївна

### Керівний склад попередніх скликань
| Прізвище, ім'я, по батькові    | Основні відомості                                                         | Дата обрання | Дата звільнення |
| ------------------------------ | ------------------------------------------------------------------------- | ------------ | --------------- |
| Матвієнко Наталія Всеволодівна | Сільський голова, 1959 року народження, освіта вища                       | 26.03.2006   | 31.10.2010      |
| Матвієнко Наталія Всеволодівна | Сільський голова, 1959 року народження, освіта вища, член Партії регіонів | 31.10.2010   |                 |

Примітка: таблиця складена за даними сайту Верховної Ради України

### Депутати
За результатами місцевих виборів 2010 року депутатами ради стали:

#### За суб'єктами висування
| Суб'єкт висування                                       | Кількість обраних депутатів | %    |
| ------------------------------------------------------- | --------------------------- | ---- |
| Партія регіонів                                         | 7                           | 58,3 |
| Політична партія Всеукраїнське об'єднання «Батьківщина» | 5                           | 41,7 |

#### За округами
| № округу                                                | Прізвище, ім'я, по батькові      | Дата визнання обраним | Освіта  | Партійна приналежність                        | Відомості про обраного депутата                                                            |
| ------------------------------------------------------- | -------------------------------- | --------------------- | ------- | --------------------------------------------- | ------------------------------------------------------------------------------------------ |
| Партія регіонів                                         |                                  |                       |         |                                               |                                                                                            |
| 2                                                       | Манзюк Олександр Петрович        | 01.11.2010            | вища    | член Партії регіонів                          | фізична особа-підприємець                                                                  |
| 4                                                       | Крючков Олександр Миколайович    | 01.11.2010            | середня | член Партії регіонів                          | пенсіонер                                                                                  |
| 5                                                       | Пиво Наталія Георгіївна          | 01.11.2010            | вища    | член Партії регіонів                          | Софіївська сільська рада, спеціаліст ІІ категорії з питань врегулювання земельних відносин |
| 7                                                       | Щербак Ольга Миколаївна          | 01.11.2010            | вища    | член Партії регіонів                          | Софіївська сільська рада, секретар                                                         |
| 10                                                      | Воцько Віктор Калинович          | 01.11.2010            | середня | член Партії регіонів                          | тимчасово не працює                                                                        |
| 11                                                      | Солоніна Лариса Миколаївна       | 01.11.2010            | середня | член Партії регіонів                          | Софіївський СБК, директор                                                                  |
| 12                                                      | Кононова Тетяна Павлівна         | 01.11.2010            | середня | член Партії регіонів                          | тимчасово не працює                                                                        |
| Політична партія Всеукраїнське об'єднання «Батьківщина» |                                  |                       |         |                                               |                                                                                            |
| 1                                                       | Мартинюк Тетяна Василівна        | 01.11.2010            | середня | член Всеукраїнського об'єднання «Батьківщина» | Софіївський дитячий навчальний заклад, завідувачка                                         |
| 3                                                       | Мельничук Іван Олександрович     | 01.11.2010            | середня | позапартійний                                 | Софіївський фельдшерсько-акушерський пункт, завідувач                                      |
| 6                                                       | Товстолуцький Сергій Миколайович | 01.11.2010            | вища    | позапартійний                                 | приватний підприємець                                                                      |
| 8                                                       | Батечко Надія Василівна          | 01.11.2010            | вища    | позапартійна                                  | Софіївський фельдшерсько-акушерський пункт, санітарка                                      |
| 9                                                       | Слаква Людмила Миколаївна        | 01.11.2010            | середня | позапартійна                                  | тимчасово не працює                                                                        |